# Miro Muheim
Miro Max Maria Muheim (Flüelen, 24 maart 1998) is een Zwitsers voetballer die doorgaans als linkerrvleugelverdediger speelt. Hij maakte in 2017 zijn debuut in het betaald voetbal voor St. Gallen in de Zwitserse Super League. In 2022 volgde een overstap naar het Duitse Hamburger SV. In 2024 debuteerde hij in het Zwitsers nationaal elftal.

## Clubloopbaan

### Jeugd

#### FC Zürich
Muheim sloot zich op jonge leeftijd aan bij de LetziKids, het jeugdprogramma van FC Zürich, en stroomde later door naar de Onder-16, waar hij werd getraind door voormalig international Alain Sutter.  Met FC Zürich nam hij deel aan een internationaal jeugdtoernooi in het Liechtensteinse Ruggell, waar hij zich onderscheidde als topscorer. Zijn prestaties trokken de aandacht van scouts van  Chelsea. Na een aanbod van de Londense club twijfelde Muheim aanvankelijk over een vertrek naar het buitenland, maar besloot uiteindelijk de overstap te maken. Op 16-jarige leeftijd vertrok hij naar Engeland om zich bij de jeugdopleiding van Chelsea aan te sluiten.

#### Chelsea
Muheim begon zijn periode bij Chelsea in het Onder 16-elftal, waar hij als linksbuiten een sterke indruk maakte. In de eerste wedstrijden scoorde hij zeven keer, waaronder een hattrick in de met 12–1 gewonnen wedstrijd tegen Aston Villa. Op 20 mei 2015 werd hij naar aanleiding van zijn prestaties voor het eerst opgenomen in de wedstrijdselectie van het Onder 21-elftal voor de laatste competitiewedstrijd van het seizoen 2014/15 tegen Norwich City , al kwam hij niet in actie.
In het daaropvolgende seizoen stroomde hij door naar Chelsea Onder-19, waar hij onder meer samenspeelde met Mason Mount. Met dit team nam hij deel aan de UEFA Youth League. Chelsea won dat toernooi door Paris Saint-Germain in de finale met 2–1 te verslaan. Muheim speelde mee in vier groepswedstrijden. In de met 3–1 gewonnen thuiswedstrijd tegen Dynamo Kiev  had hij een belangrijk aandeel: hij opende de score op aangeven van Mukhtar Ali en leverde later de assist op Tammy Abraham voor de derde treffer.  Naast zijn optredens bij de Onder 19 speelde Muheim dat seizoen zeven keer als invaller mee met het Onder 21-elftal.
In de zomer van 2016 maakte hij officieel de overstap naar Chelsea Onder-21. Een vaste basisplaats wist hij echter niet te veroveren, waarop hij begin 2017 voor een halfjaar werd verhuurd aan zijn jeugdclub FC Zürich. Na zijn terugkeer lukte het hem opnieuw niet om zich in de basis van Chelsea Onder-21 te spelen, en bleef zijn speeltijd beperkt tot enkele invalbeurten. Doordat zijn perspectief op een doorbraak naar het eerste elftal steeds kleiner werd, zocht Muheim begin 2018 contact met zijn voormalige jeugdtrainer Alain Sutter, die inmiddels actief was bij  St. Gallen. Na een proeftraining besloot hij zijn contract bij Chelsea te laten ontbinden en keerde hij terug naar Zwitserland om bij St. Gallen een nieuwe start te maken.

#### Verhuur aan FC Zürich
Na de winterstop van het seizoen 2017/18 keerde Muheim op huurbasis terug naar FC Zürich. Een plek in de eerste selectie wist hij niet te bemachtigen, waardoor hij zijn wedstrijden speelde voor het Onder 21-elftal van de club. Op 4 maart 2018 maakte hij zijn debuut in de Promotion League tegen FC Tuggen. In de resterende wedstrijden van het seizoen kwam hij tien keer als basisspeler in actie.Hij scoorde eenmaal, in de wedstrijd tegen Juventus Zürich , en werd zowel als linksback als linksbuiten ingezet.

### St. Gallen
Het eerste seizoen (2017/18) van Muheim bij FC St. Gallen kende een moeizame start. Kort na zijn debuut in de Super League, in de wedstrijd tegen Young Boys, speelde hij met het onder-21-elftal tegen  FC Mendrisio. In die wedstrijd scoorde hij, maar scheurde hij vlak voor het einde van de wedstrijd zijn kruisband. Het herstel duurde tien maanden. Op 3 november 2018 maakte hij zijn rentree bij de onder-21 en speelde hij een helft mee tegen  FC Wettswil-Bonstetten. Enkele maanden later, op 23 februari 2019, keerde hij terug in het eerste elftal tijdens de uitwedstrijd tegen  FC Sion. Ondanks zijn blessureverleden werd zijn contract in januari 2019 verlengd tot medio 2021.
In zijn tweede seizoen (2018/19) veroverde Muheim onder de nieuwe hoofdtrainer Peter Zeidler een basisplaats als linkerrvleugelverdediger. Mede dankzij zijn 33 optredens eindigde St. Gallen als tweede in de competitie, waarmee het zich kwalificeerde voor de Europa League. In het seizoen 2020/21 maakte Muheim in de derde voorronde zijn Europese debuut tegen AEK Athene; de wedstrijd werd met 0–1 verloren. Tijdens de winterstop raakte hij in een oefenwedstrijd tegen SCR Altach geblesseerd aan zijn schouder, waardoor hij negen wedstrijden moest missen. Hij was tijdig hersteld voor de achtste finales van het Zwitserse bekertoernooi. St. Gallen reikte tot de finale, die met 1–3 verloren ging van FC Luzern. Die bekerfinale bleek Muheims laatste officiële wedstrijd voor St. Gallen, ondanks een eerdere contractverlenging tot medio 2024. In de zomer van 2021 werd hij verhuurd aan  Hamburger SV, dat daarbij een optie tot koop bedong. Aan het einde van het seizoen maakte de Duitse club gebruik van die optie, waardoor Muheim definitief de overstap maakte naar Hamburg.

#### Verhuur aan Hamburger SV
In juni 2021 werd bekend dat Hamburger SV Muheim voor één seizoen huurde van FC St. Gallen, met een optie tot koop voor een bedrag van 1,5 miljoen euro. Tijdens zijn eerste training raakte hij geblesseerd, waardoor hij het merendeel van de voorbereiding op het seizoen 2021/22 moest missen. Hierdoor slaagde hij er niet in om direct een basisplaats te veroveren in het elftal van trainer  Tim Walter. Bij de start van het seizoen speelde Tim Leibold als vaste linksback. Op 11 september 2021 maakte Muheim zijn debuut in de 2. Bundesliga, toen hij in de thuiswedstrijd tegen SV Sandhausen in de slotminuut inviel voor  Robert Glatzel. In de twaalfde speelronde, tegen  Holstein Kiel, stond hij voor het eerst in de basis vanwege een zware blessure van concurrent Leibold. Vanaf dat moment behield hij zijn plek in het elftal. Op 23 april 2022 maakte hij zijn eerste doelpunt voor Hamburger SV, in de met 2–4 gewonnen uitwedstrijd tegen Jahn Regensburg. In de 23e minuut opende hij de score na een assist van Jonas Meffert. Muheim eindigde het seizoen met zijn ploeg op de derde plaats, wat recht gaf op deelname aan de promotie/degradatieplay-offs tegen Hertha BSC. In de heenwedstrijd in Berlijn gaf hij de assist op Ludovit Reis, die het enige doelpunt van de wedstrijd maakte. De return in Hamburg werd echter met 0–2 verloren, waardoor promotie naar de Bundesliga werd misgelopen.

### Hamburger SV
Hamburger SV besloot de overeengekomen optie tot koop te lichten, waarmee Muheim definitief de overstap maakte naar de club uit de Noord-Duitse havenstad. Hij tekende een contract tot medio 2025. In het seizoen 2022/23 was hij een vaste waarde en miste hij nauwelijks wedstrijden. In de negende speelronde begon hij in de thuiswedstrijd tegen Fortuna Düsseldorf  op de bank, als disciplinaire maatregel vanwege een te late komst op de training na een toiletbezoek. Net als het voorgaande seizoen eindigde Hamburger SV op de derde plaats in de 2. Bundesliga, waarmee het zich plaatste voor de promotie/degradatieplay-offs tegen VfB Stuttgart. De heenwedstrijd in de MHPArena in Stuttgart ging met 3–0 verloren, gevolgd door een 1–3 nederlaag in de return in Hamburg, waardoor promotie opnieuw uitbleef. Muheim speelde in beide duels mee. 
In zijn derde seizoen (2023/24) begon Muheim de competitie op de reservebank vanwege een blessure die hij in de voorbereiding had opgelopen. In de derde speelronde, tegen Hertha BSC, was hij volledig hersteld en keerde hij terug in de basis. Vanaf dat moment stond hij tot en met de zestiende speelronde onafgebroken aan de aftrap. Op 9 december 2023 kreeg hij in de thuiswedstrijd tegen SC Paderborn 07 in de 78e minuut een directe rode kaart van scheidsrechter Christian Dingert, wat resulteerde in een schorsing van twee duels. Ondanks deze onderbreking behield hij na zijn terugkeer zijn plek in het elftal. Op 31 oktober 2023 droeg Muheim in de tweede ronde van de DFB-Pokal tegen Arminia Bielefeld voor het eerst in zijn loopbaan de aanvoerdersband, vanwege blessures bij vaste krachten Ludovit Reis en Sebastian Schonlau. In maart 2024 werd zijn contract opengebroken en tot 2027 verlengd. Kort daarvoor werd trainer Tim Walter vanwege tegenvallende resultaten ontslagen en opgevolgd door Steffen Baumgart. Onder de eerder dat seizoen bij 1. FC Köln ontslagen trainer bleef Muheim basisspeler. Hamburger SV eindigde het seizoen op de vierde plaats en miste daarmee voor het zesde jaar op rij promotie naar de Bundesliga.
Vanaf de start van het seizoen 2024/25 was Muheim een vaste waarde in het basiselftal van Hamburger SV, zowel onder trainer Steffen Baumgart als diens opvolger Merlin Polzin. Op 18 augustus 2024 speelde hij in de eerste ronde van de DFB-Pokal tegen SV Meppen zijn honderdste officiële wedstrijd voor de club. In de met 1–7 gewonnen uitwedstrijd bekroonde hij dit jubileum met een doelpunt. Gedurende de eerste tien competitiewedstrijden was Muheim bepalend met tien assists die direct tot een doelpunt leidden. Behalve de thuiswedstrijd tegen Hannover 96, die hij miste vanwege een schorsing na zijn vijfde gele kaart, kwam hij tot begin april in alle wedstrijden in actie. Een spierscheuring hield hem vervolgens drie duels aan de kant, waarin HSV niet tot winst kwam. Na zijn herstel keerde Muheim terug in de basis en leverde hij opnieuw een assists, in de met 0–4 gewonnen uitwedstrijd tegen SV Darmstadt 98 en twee bij de 6–1 thuiszege op  SSV Ulm 1846. Hij droeg hiermee bij aan de promotie van Hamburger SV, dat als tweede eindigde in de 2. Bundesliga en na 2.555 dagen terugkeerde op het hoogste niveau.

## Clubstatistieken
| Seizoen                    | Club            | Competitie      | Competitie | Competitie | Beker | Beker | Internationaal | Internationaal | Overig | Overig | Totaal | Totaal |
| Seizoen                    | Club            | Competitie      | Wed.       | Dlp.       | Wed.  | Dlp.  | Wed.           | Dlp.           | Wed.   | Dlp.   | Wed.   | Dlp.   |
| -------------------------- | --------------- | --------------- | ---------- | ---------- | ----- | ----- | -------------- | -------------- | ------ | ------ | ------ | ------ |
| 2017/18                    | St. Gallen      | Super League    | 1          | 0          | –     | –     | –              | –              | –      | –      | 1      | 0      |
| 2018/19                    | St. Gallen      | Super League    | 1          | 0          | –     | –     | –              | –              | –      | –      | 1      | 0      |
| 2019/20                    | St. Gallen      | Super League    | 33         | 0          | 2     | 0     | –              | –              | –      | –      | 35     | 0      |
| 2020/21                    | St. Gallen      | Super League    | 24         | 0          | 4     | 0     | 1              | 0              | –      | –      | 29     | 0      |
| 2021/22                    | → Hamburger SV  | 2. Bundesliga   | 21         | 1          | 4     | 0     | –              | –              | 2      | 0      | 27     | 1      |
| 2022/23                    | Hamburger SV    | 2. Bundesliga   | 33         | 2          | 2     | 0     | –              | –              | 2      | 0      | 37     | 2      |
| 2023/24                    | Hamburger SV    | 2. Bundesliga   | 28         | 5          | 3     | 0     | –              | –              | –      | –      | 31     | 5      |
| 2024/25                    | Hamburger SV    | 2. Bundesliga   | 30         | 1          | 2     | 1     | –              | –              | –      | –      | 32     | 2      |
| Carrière totaal            | Carrière totaal | Carrière totaal | 171        | 9          | 17    | 0     | 1              | 0              | 4 *    | 0      | 193    | 10     |
| Bijgewerkt tot 28 mei 2025 |                 |                 |            |            |       |       |                |                |        |        |        |        |

* Bij Hamburger SV speelde Muheim vier wedstrijden om degradatie/promotie naar de Bundesliga.

## Interlandloopbaan
Muheim speelde voor verschillende Zwitserse nationale jeugdelftallen en nam met Zwitserland –21 deel aan een eindtoernooi. In totaal kwam hij uit voor Zwitserland in 18 jeugdinterlands, waarin hij drie keer scoorde. Tijdens deze periode speelde hij samen met onder anderen Kevin Rüegg, Eray Cömert, Jérémy Guillemenot en Nedim Bajrami. Op 18 november 2024 maakte hij zijn debuut in het Zwitsers  nationaal elftal.

### Zwitserse jeugdelftallen
Op 28 mei 2013 maakte Muheim zijn debuut voor een Zwitsers nationaal jeugdteam tijdens een met 2-1 gewonnen oefenwedstrijd tegen Rusland –15. Een jaar later speelde hij tweemaal met Zwitserland –16 tegen Slovenië –16. Beide oefenwedstrijden gingen verloren, maar op 10 april 2014 maakte Muheim zijn eerste doelpunt voor een nationaal jeugdteam. Hij scoorde in de 57e minuut de gelijkmaker (1-1), waarna de wedstrijd uiteindelijk met 2-1 verloren werd.
Muheim kwalificeerde zich met Zwitserland –21 voor het Europees kampioenschap 2021 in Hongarije en Slovenië. Hij speelde in twee van de drie groepswedstrijden. Zwitserland werd op doelsaldo uitgeschakeld in de poulefase. In de laatste groepswedstrijd tegen  Portugal moest Muheim in de 72e minuut na een tweede gele kaart van scheidsrechter Glenn Nyberg het veld verlaten; dit was tevens zijn laatste optreden voor een Zwitsers nationaal jeugdelftal.
| Interlands van Miro Muheim voor Zwitserse jeugdelftallen () | Interlands van Miro Muheim voor Zwitserse jeugdelftallen () | Interlands van Miro Muheim voor Zwitserse jeugdelftallen () | Interlands van Miro Muheim voor Zwitserse jeugdelftallen () | Interlands van Miro Muheim voor Zwitserse jeugdelftallen () | Interlands van Miro Muheim voor Zwitserse jeugdelftallen () |
| №                                                           | Datum                                                       | Wedstrijd                                                   | Uitslag                                                     | Soort Wedstrijd                                             | Doelpunten                                                  |
| Als speler bij Zwitserland –15                              | Als speler bij Zwitserland –15                              | Als speler bij Zwitserland –15                              | Als speler bij Zwitserland –15                              | Als speler bij Zwitserland –15                              | Als speler bij Zwitserland –15                              |
| ----------------------------------------------------------- | ----------------------------------------------------------- | ----------------------------------------------------------- | ----------------------------------------------------------- | ----------------------------------------------------------- | ----------------------------------------------------------- |
| 1.                                                          | 28 mei 2013                                                 | Zwitserland – Rusland                                       | 2 – 1                                                       | Vriendschappelijk                                           |                                                             |
| 2.                                                          | 30 mei 2013                                                 | Zwitserland – Rusland                                       | 3 – 1                                                       | Vriendschappelijk                                           |                                                             |
| Als speler bij Zwitserland –16                              |                                                             |                                                             |                                                             |                                                             |                                                             |
| 1.                                                          | 8 april 2014                                                | Slovenië – Zwitserland                                      | 2 – 0                                                       | Vriendschappelijk                                           |                                                             |
| 2.                                                          | 10 april 2014                                               | Slovenië – Zwitserland                                      | 2 – 1                                                       | Vriendschappelijk                                           | Goal                                                        |
| Als speler bij Zwitserland –17                              |                                                             |                                                             |                                                             |                                                             |                                                             |
| 1.                                                          | 14 april 2015                                               | Nederland – Zwitserland                                     | 1 – 0                                                       | Vriendschappelijk                                           |                                                             |
| Als speler bij Zwitserland –18                              |                                                             |                                                             |                                                             |                                                             |                                                             |
| 1.                                                          | 20 april 2016                                               | Zwitserland – Duitsland                                     | 1 – 1                                                       | Vriendschappelijk                                           |                                                             |
| Als speler bij Zwitserland –19                              |                                                             |                                                             |                                                             |                                                             |                                                             |
| 1.                                                          | 30 augustus 2016                                            | Slovenië – Zwitserland                                      | 0 – 1                                                       | Vriendschappelijk                                           | Goal                                                        |
| 2.                                                          | 1 september 2016                                            | Slovenië – Zwitserland                                      | 1 – 3                                                       | Vriendschappelijk                                           |                                                             |
| 3.                                                          | 4 oktober 2016                                              | Zwitserland – Denemarken                                    | 1 – 3                                                       | Vriendschappelijk                                           |                                                             |
| 4.                                                          | 6 oktober 2016                                              | Zwitserland – Denemarken                                    | 0 – 4                                                       | Vriendschappelijk                                           |                                                             |
| 5.                                                          | 10 november 2016                                            | Armenië – Zwitserland                                       | 0 – 4                                                       | EK-kwalificatie                                             | Goal                                                        |
| 6.                                                          | 12 november 2016                                            | Hongarije – Zwitserland                                     | 2 – 1                                                       | EK-kwalificatie                                             |                                                             |
| 7.                                                          | 7 juni 2017                                                 | Zwitserland – Liechtenstein                                 | 4 – 0                                                       | Vriendschappelijk                                           |                                                             |
| Als speler bij Zwitserland –21                              |                                                             |                                                             |                                                             |                                                             |                                                             |
| 1.                                                          | 9 oktober 2020                                              | Georgië – Zwitserland                                       | 0 – 3                                                       | EK-kwalificatie                                             |                                                             |
| 2.                                                          | 12 november 2020                                            | Zwitserland – Azerbeidzjan                                  | 2 – 1                                                       | EK-kwalificatie                                             |                                                             |
| 3.                                                          | 16 november 2020                                            | Frankrijk – Zwitserland                                     | 3 – 1                                                       | EK-kwalificatie                                             |                                                             |
| 4.                                                          | 25 maart 2021                                               | Engeland – Zwitserland                                      | 0 – 1                                                       | Europees kampioenschap                                      |                                                             |
| 5.                                                          | 31 maart 2021                                               | Portugal – Zwitserland                                      | 0 – 3                                                       | Europees kampioenschap                                      |                                                             |
| Bijgewerkt tot 4 november 2023                              |                                                             |                                                             |                                                             |                                                             |                                                             |

### Zwitserland
Op 18 november 2024 maakte Muheim zijn debuut voor het Zwitsers nationaal elftal onder bondscoach Murat Yakin, in een  Nations League-wedstrijd tegen Spanje. In het met 3-2 verloren uitduel stond hij in de basis en speelde hij de volledige wedstrijd. Zijn tweede interland volgde op 25 maart, waarin hij zijn eerste interlanddoelpunt maakte. In de met 3-1 gewonnen thuiswedstrijd tegen  Luxemburg tekende hij in de 30e minuut op enigszins fortuinlijke wijze voor de 3-0, nadat Rubén Vargas de bal tegen hem aanschoot en deze in het doel belandde.
| Interlands van Miro Muheim voor Zwitserland | Interlands van Miro Muheim voor Zwitserland | Interlands van Miro Muheim voor Zwitserland | Interlands van Miro Muheim voor Zwitserland | Interlands van Miro Muheim voor Zwitserland | Interlands van Miro Muheim voor Zwitserland |
| №                                           | Datum                                       | Wedstrijd                                   | Uitslag                                     | Soort Wedstrijd                             | Doelpunten                                  |
| ------------------------------------------- | ------------------------------------------- | ------------------------------------------- | ------------------------------------------- | ------------------------------------------- | ------------------------------------------- |
| 1.                                          | 18 november 2024                            | Spanje – Zwitserland                        | 0 – 0                                       | UEFA Nations League                         |                                             |
| 2.                                          | 25 maart 2025                               | Zwitserland – Luxemburg                     | 3 – 1                                       | Vriendschappelijk                           | Goal                                        |
| Bijgewerkt tot 28 mei 2025                  |                                             |                                             |                                             |                                             |                                             |

## Erelijst
| UEFA Youth League | 1x | 2015/16 |

## Persoonlijk
Na zijn schooltijd richtte Muheim zich niet uitsluitend op het voetbal. Hij begon een opleiding tot tekenaar, met als doel architect te worden. Toen hij de overstap naar Chelsea maakte, brak hij deze studie echter af. In Londen kwam hij terecht in een gastgezin, samen met onder anderen de Deense verdediger Andreas Christensen.